# HD 86267
HD 86267，又名CD-32 6895，SAO 200889、HR 3932，是一颗恒星，视星等为5.84，位于銀經265.93，銀緯16.61，其B1900.0坐标为赤經9h 52m 13.4s，赤緯-32° 16.61′ 37″。